# André Hardellet
 (avril 2023).
Si vous disposez d'ouvrages ou d'articles de référence ou si vous connaissez des sites web de qualité traitant du thème abordé ici, merci de compléter l'article en donnant les références utiles à sa vérifiabilité et en les liant à la section « Notes et références ».
André Hardellet, né le 13 février 1911 à Vincennes et mort à Paris 3e le 24 juillet 1974, est un écrivain français .

## Biographie
Après avoir commencé des études de médecine, il  prend la direction de l'entreprise familiale, une fabrique de bijoux dans le quartier du Marais à Paris, Les Alliances Nuptia. Puis il se révèle comme un écrivain de langue française à l'œuvre variée : poèmes, récits, chansons, romans, essais, nouvelles…
Il publie Lourdes, lentes…, sous le pseudonyme de « Stève Masson », en 1969. L'érotisme de ce texte choqua, dit-on, Raymond Marcellin, ministre de l'Intérieur. André Hardellet fut condamné en 1973 pour « outrages aux bonnes mœurs » par la 17e chambre correctionnelle de Paris, et en fut très affecté. Mais, contrairement à la légende tenace, ce n'est pas ce procès qui sera à l'origine de sa maladie.
Son œuvre, qui reçut à ses débuts l'aval de Pierre Mac Orlan, fut globalement couronnée par le prix des Deux-Magots en 1973.  En 1975, la collection Poètes d'aujourd'hui accueillit le poète :  essai et choix de textes sous la plume d'Hubert Juin. 
En 1990, Guy Darol publia aux éditions des Presses de la Renaissance un essai intitulé  André Hardellet ou le Don de double vie, ouvrage réédité en 1998 aux éditions Le Castor astral.
Il est inhumé  au cimetière parisien de Pantin (9e division).

## Relations artistiques et littéraires
André Breton disait de lui en 1958 qu'il était « le conquérant des seules terres vraiment lointaines qui vaillent la peine ». En 1966, Hardellet choisit un extrait de Arcane 17 en épigraphe de Chasseurs : « Où va si tard le voiturier, peut-être ivre, qui n'a même pas l'air d'avoir de lanterne? ».
Françoise Demougin, agrégée de lettres, maître de conférences en littérature et didactique de la littérature à l'université Stendhal (Grenoble III), a travaillé dès 1984 sur l'œuvre d'André Hardellet à qui elle a consacré son travail de thèse.
L'écrivain et cinéaste Philippe Claudel, qui est par ailleurs agrégé de lettres modernes et maître de conférences à l'Université Nancy-II, a consacré son travail de thèse à André Hardellet, sous le titre « Géographies d'André Hardellet ».
L'écrivaine Françoise Lefèvre avait rencontré le poète de Vincennes, un jour de juillet 1974 la veille de la mort du poète.  Elle a raconté en 1998 cette entrevue mélancolique dans « Les larmes d'André Hardellet » (Ed. du Rocher). Le poète, négligé par la critique, s'était épanché auprès d’elle.
Guy Béart a chanté son Bal chez Temporel : « Si tu reviens jamais danser chez Temporel /  Un jour ou l'autre  / Pense à ceux qui tous ont laissé leurs noms gravés  / Auprès du nôtre… » repris au féminin par Patachou , ainsi que  Paris au mois d'Aout   et  J'ai retrouvé le Pont du Nord .
En 1972, il réalisa La Dernière Violette, un court-métrage interprété par Serge Gainsbourg.
Il fréquenta Georges Brassens, Alphonse Boudard, René Fallet, Robert Giraud, Julien Gracq, Louis Nucera, Robert Doisneau, Claude Seignolle, Régine Deforges, Jean-Jacques Pauvert.
Les éditions Au Signe de la Licorne lui ont consacré, fin 2008, un ouvrage collectif : Présence d'André Hardellet.
Le peintre et graveur Henri Landier a réalisé un portrait d'André Hardellet (eau forte et aquatinte) en 1960.

## Œuvres
- La Cité Montgol. Paris, Seghers, 1952, poèmes. Gallimard, coll. « Poésie », 1998.
- Le Luisant et la Sorgue. Paris, Seghers, 1954, poèmes.
- Le Seuil du jardin. Paris, Julliard, 1958, roman. Paris, Jean-Jacques Pauvert, 1966 (édition revue et corrigée). Gallimard, coll. « L'Imaginaire », 1993.
- Sommeils. Paris, Seghers, 1960, poèmes.
- Le Parc des Archers. Paris, Julliard, 1962, roman. Gallimard, coll. « L'Imaginaire », 1996.
- Les Chasseurs. Paris, Jean-Jacques Pauvert, 1966, poèmes. Gallimard, coll. « L'Imaginaire », 2000.
- Lourdes, lentes… (sous le pseudonyme de Stève Masson). Paris, Jean-Jacques Pauvert, 1969, récit. Gallimard, coll. « L'Imaginaire », 1994.
- Lady Long Solo. Paris, Jean-Jacques Pauvert, 1971, avec des illustrations de Serge Dajan.
- Les Chasseurs deux. Paris, éditions Jean-Jacques Pauvert, 1973, poèmes, Prix des Deux Magots.
- Donnez-moi le temps. Paris, Julliard, coll. « Idée fixe », 1973. Gallimard, coll. « L'Imaginaire », 2013.
- La Promenade imaginaire. Paris, Mercure de France, coll. « Roue libre », 1974. Gallimard, coll. « L'Imaginaire », 2013.
- L'Essuyeur de tempêtes. Paris, Plasma, coll. « Les Feuilles vives », 1979.
- L'Oncle Jules. Paris, Régine Deforges, 1986, avec des illustrations de Wiaz.
- Oneïros ou La Belle Lurette. Paris, Gallimard, coll. « L'Imaginaire », 2001.
- Œuvres complètes, 3 tomes. Paris, Gallimard, coll. « L'Arpenteur », 1990-1992.

## Citations
- « L'amour - c'est ce pays à l'infini ouvert par deux miroirs qui se font face. »
- « J'ai mis vingt ans pour savoir écrire une phrase... »
- « Si les grands poètes de Paris ont reçu beaucoup de la capitale, ils lui ont donné autant : la ville a changé de valeur et de sens avec leur œuvre. »
- « Ce qu'on aime on l'aime depuis toujours. » (Lourdes, lentes)
- « Hiver. Pénétrer dans l'hiver d'une orange glacée. » (Chasseurs Deux )
- « Chance. Un coup de chance comme, soudain, une odeur balsamique dans le vent des rues. » (ibid.)
- « Lucarne. Par cette lucarne - la seule dans la ville - on assiste aux travaux secrets de la nuit. » (Chasseurs Deux)
- "Une photographie est un souvenir en hibernation qui nie l'écoulement du temps "

## Pour approfondir